# Le Vertige (album)
Pour les articles homonymes, voir Vertige (homonymie).
Albums de Cylia
Vis tes rêves
(2009)
Singles
1. Un monde à  refaire
Sortie : 8 octobre 2001.
2. Tant qu'il nous reste
Sortie : 24 juin 2002.
3. Plus de mal que de bien
Sortie : 13 mars 2006.

Le Vertige est le premier album de Cylia, paru le 13 mars 2006. Il contient ses trois premiers simples : Un monde à refaire, Tant qu'il nous reste et Plus de mal que de bien. David Hallyday est le compositeur de la plupart des morceaux.

## Liste des titres
| No  | Titre                                                     | Paroles           | Musique                     | Durée |
| --- | --------------------------------------------------------- | ----------------- | --------------------------- | ----- |
| 1.  | Assez donné comme ça...                                   | Éric Chemouny     | David Hallyday              | 3:52  |
| 2.  | Un monde à refaire                                        | Éric Chemouny     | David Hallyday              | 3:50  |
| 3.  | Plus de mal que de bien (Titre original : Ugly Beautiful) | Ashley Alexander  | John Holliday, Trevor Steel | 4:01  |
| 4.  | Qui je suis                                               | Éric Chemouny     | David Hallyday              | 4:02  |
| 5.  | Le Vertige                                                | Éric Chemouny     | David Hallyday              | 4:31  |
| 6.  | Une fille de l'air                                        | Éric Chemouny     | David Hallyday              | 3:51  |
| 7.  | Si tu savais                                              | Raoul Coltier     | David Hallyday              | 4:31  |
| 8.  | Et si d'aventure                                          | Cyril Tarquiny    | Christophe Battaglia        | 3:37  |
| 9.  | Tant qu'il nous reste                                     | Marie-Jo Zarb     | Ygal Amar                   | 3:36  |
| 10. | Tout pour te plaire                                       | Éric Chemouny     | David Hallyday              | 3:24  |
| 11. | Mon nom est Personne                                      | Éric Chemouny     | David Hallyday              | 3:44  |
| 12. | Le premier jour de ma vie                                 | Laurent Lescarret | Christophe Balency          | 3:24  |
| 13. | Sous ses ailes                                            | Jeanne King       | Prince King                 | 3:50  |

## Crédits
- Christophe Battaglia - ingénieur son, mixage ;
- Tony Cousins - mastering,
- Nick Davis - mixage ("Plus de mal que de bien"),
- Nicolas Neidhardt - programmation des cordes ("Si tu savais"),
- Fabrice Orlando - producteur exécutif pour Everglad.

- Publié par Allmedia Rights Limited & D.R. :
  - "Un monde à refaire" publié par Maritza Music & SylvieSongs,
  - "Plus de mal que de bien" publié par Rive Droite Ltd.,
  - "Si tu savais" publié par Allmedia Rights Limited & Warner/Chappell Music France,
  - "Et si d'aventure" publié par Everglad Music, Runway Music & XIII Bis Music,
  - "Tant qu'il nous reste" publié par Sony/ATV Music Publishing France & Vibin' Music,
  - "Le premier jour de ma vie" publié par Universal Music Publishing France.
- Enregistré et mixé au Studio Battamobile :
  - "Plus de mal que de bien" mixé au Studio Plus XXX à Paris.
- Masterisé à Metropolis Mastering, Londres.

## Classement
| Pays   | Charts | Meilleure position |
| ------ | ------ | ------------------ |
| France | SNEP   | 185                |